# Lumbriconereis cultriformis
Lumbriconereis cultriformis är en ringmaskart som beskrevs av Andre Intes och Le Loeuff 1975. Lumbriconereis cultriformis ingår i släktet Lumbriconereis och familjen Lumbrineridae. Inga underarter finns listade i Catalogue of Life.